# Thomasomys aureus
Thomasomys aureus es una especie de roedor de la familia Cricetidae.

## Distribución geográfica
Se encuentra en Colombia, Ecuador, Perú y Venezuela. 